# Augusto Constancio Coello
Augusto Constancio Coello (* 1. September 1882 in Tegucigalpa; † 8. September 1941 in San Salvador) war ein honduranischer Schriftsteller und der Autor der Nationalhymne von Honduras.

## Leben
Er studierte Jura an der Universität von Honduras und wurde 1904 in den Nationalkongress von Honduras gewählt. Er war Teil der honduranischen konsularischen Delegation in Washington, DC. Des Weiteren war er Direktor zahlreicher Zeitungsverlage in Costa Rica und Honduras. Zwischen Juni und Dezember 1915 war er Interimsbürgermeister der Stadt La Ceiba.
Er gilt als der Verfasser der honduranischen Nationalhymne, die eine Chronologie der Geschichte von Honduras darstellt. Daneben schrieb er zwei Bücher, El tratado de 1843 con los indios moscos (1923) und Canto a la bandera (1934).
Constancio Coello starb 1941 in San Salvador und wurde auf einem Friedhof in Tegucigalpa begraben.
Sein Sohn, Augusto Coello, war ebenfalls Schriftsteller.